# Sport- und Schwimmverein Jahn 2000 Regensburg 2014-2015
Questa voce raccoglie le informazioni riguardanti lo Sport- und Schwimmverein Jahn 2000 Regensburg nelle competizioni ufficiali della stagione 2014-2015.

## Stagione
Nella stagione 2014-2015 il Jahn Regensburg, allenato da Alexander Schmidt e Christian Brand, concluse il campionato di 3. Liga al 20º posto e fu retrocesso in Regionalliga.

## Rosa
| N. |                     | Ruolo | Calciatore         |
| -- | ------------------- | ----- | ------------------ |
| 1  | Germania (bandiera) | P     | Dominik Bergdorf   |
| 3  | Germania (bandiera) | C     | Andreas Güntner    |
| 4  | Germania (bandiera) | D     | Gino Windmüller    |
| 5  | Tunisia (bandiera)  | D     | Adli Lachheb       |
| 5  | Germania (bandiera) | C     | Azur Velagić       |
| 6  | Germania (bandiera) | C     | Thomas Kurz        |
| 7  | Germania (bandiera) | C     | Patrick Lienhard   |
| 8  | Germania (bandiera) | C     | Andreas Geipl      |
| 9  | Germania (bandiera) | C     | Marvin Knoll       |
| 10 | Siria (bandiera)    | C     | Aias Aosman        |
| 11 | Germania (bandiera) | A     | Benedikt Schmid    |
| 13 | Germania (bandiera) | C     | Sven Kopp          |
| 14 | Germania (bandiera) | D     | Fabian Trettenbach |
| 15 | Germania (bandiera) | A     | Daniel Steininger  |
| 16 | Lituania (bandiera) | D     | Markus Palionis    |

| N. |                     | Ruolo | Calciatore           |
| -- | ------------------- | ----- | -------------------- |
| 17 | Germania (bandiera) | D     | Oliver Hein          |
| 18 | Austria (bandiera)  | P     | Richard Strebinger   |
| 19 | Germania (bandiera) | D     | Stanislav Herzel     |
| 20 | Germania (bandiera) | C     | Kolja Pusch          |
| 21 | Germania (bandiera) | P     | Alexander Heep       |
| 22 | Turchia (bandiera)  | A     | Aykut Öztürk         |
| 23 | Islanda (bandiera)  | A     | Hannes Sigurðsson    |
| 24 | Germania (bandiera) | D     | Matthias Dürmeyer    |
| 27 | Germania (bandiera) | D     | Marcel Hofrath       |
| 28 | Germania (bandiera) | D     | Sebastian Nachreiner |
| 30 | Germania (bandiera) | A     | Daniel Franziskus    |
| 31 | Germania (bandiera) | C     | Uwe Hesse            |
| 32 | Francia (bandiera)  | D     | Grégory Lorenzi      |
| 33 | Germania (bandiera) | A     | Marco Königs         |
| 36 | Polonia (bandiera)  | D     | Lukas Sinkiewicz     |

## Organigramma societario
Area tecnica
- Allenatore: Christian Brand
- Allenatore in seconda: Harald Gfreiter, Marcus Jahn
- Preparatore dei portieri: Kristian Barbuščák
- Preparatori atletici:

## Calciomercato

### Sessione estiva
| Acquisti | Acquisti            | Acquisti                  | Acquisti |
| R.       | Nome                | da                        | Modalità |
| -------- | ------------------- | ------------------------- | -------- |
| C        | Uwe Hesse           | Sconosciuta               |          |
| D        | Lukas Sinkiewicz    | Sconosciuta               |          |
| D        | Markus Palionis     | Sconosciuta               |          |
| A        | Daniel Steininger   | Greuther Fürth            |          |
| P        | Dominik Bergdorf    | Friburgo II               |          |
| C        | Jonas Erwig-Drüppel | Eintracht Braunschweig    |          |
| C        | Andreas Geipl       | Monaco 1860               |          |
| D        | Stanislav Herzel    | Augusta II                |          |
| C        | Sven Kopp           | Weiden                    |          |
| C        | Patrick Lienhard    | SVN Zweibrücken           |          |
| P        | Stephan Loboué      | Wacker Burghausen         |          |
| A        | Noah Michel         | Eintracht Francoforte U19 |          |
| D        | Christoph Rech      | Monaco 1860 II            |          |

| Cessioni | Cessioni            | Cessioni         | Cessioni |
| R.       | Nome                | a                | Modalità |
| -------- | ------------------- | ---------------- | -------- |
| A        | Abdenour Amachaibou | Preußen Münster  |          |
| P        | Bernhard Hendl      | Magonza II       |          |
| C        | Jonatan Kotzke      | Wehen Wiesbaden  |          |
| C        | Jim-Patrick Müller  | Sandhausen       |          |
| C        | Marius Müller       | Borussia Fulda   |          |
| D        | Mario Neunaber      | Rot-Weiss Essen  |          |
| D        | Thorben Stadler     | Astoria Walldorf |          |

### Sessione invernale
| Acquisti | Acquisti           | Acquisti        | Acquisti |
| R.       | Nome               | da              | Modalità |
| -------- | ------------------ | --------------- | -------- |
| C        | Kolja Pusch        | Chemnitz II     |          |
| P        | Richard Strebinger | Werder Brema    |          |
| C        | Marvin Knoll       | Sandhausen      |          |
| D        | Marcel Hofrath     | Chemnitz        |          |
| A        | Marco Königs       | Wehen Wiesbaden |          |

| Cessioni | Cessioni            | Cessioni          | Cessioni |
| R.       | Nome                | a                 | Modalità |
| -------- | ------------------- | ----------------- | -------- |
| A        | Noah Michel         | Bayern Alzenau    |          |
| D        | Christoph Rech      | Wacker Burghausen |          |
| C        | Jonas Erwig-Drüppel | Oldenburg         |          |
| A        | Romas Dressler      | Eintracht Treviri |          |
| C        | Markus Smarzoch     | Rödinghausen      |          |

## Risultati

### 3. Liga

#### Girone di andata
| Arbitro: | Petersen |

|                                      |           |                   |
| Trettenbach 5’ Schmid 14’ Aosman 80’ | Marcatori | 41’ (rig.) Janjić |

| Arbitro: | Schriever |

|                                            |           |           |
| Stein 26’ Badiane 29’ Braun-Schumacher 83’ | Marcatori | 9’ Aosman |

| Arbitro: | Sather |

|  |           |                        |
|  | Marcatori | 15’ Thiel 86’ Widemann |

| Arbitro: | Schwermer |

|                                                      |           |              |
| Gyau 8’, 21’ Harder 20’ Solga 48’ (rig.) Maruoka 66’ | Marcatori | 34’ Lienhard |

| Arbitro: | Schröder |

|                                                  |           |                           |
| Kurz 49’ Aosman 66’ Trettenbach 73’ Dressler 81’ | Marcatori | 18’, 60’, 84’, 88’ Ziemer |

| Arbitro: | Storks |

|          |           |                        |
| Vier 53’ | Marcatori | 49’ Aosman 57’ Güntner |

| Arbitro: | Heft |

|             |           |                 |
| Güntner 64’ | Marcatori | 70’ Kleindienst |

| Arbitro: | Willenborg |

|                 |           |            |
| Eilers 14’, 78’ | Marcatori | 32’ Aosman |

| Arbitro: | Waschitzki-Günther |

|  |           |               |
|  | Marcatori | 74’ Reichwein |

| Arbitro: | Sather |

|                   |           |  |
| Kammlott 63’, 71’ | Marcatori |  |

| Arbitro: | Kampka |

|  |           |                       |
|  | Marcatori | 65’ Heider 77’ Kazior |

| Arbitro: | Bokop |

|                          |           |  |
| Jänicke 5’ Benyamina 62’ | Marcatori |  |

| Arbitro: | Schlager |

|                         |           |  |
| Kandziora 59’ Menga 90’ | Marcatori |  |

| Arbitro: | Siewer |

|                         |           |  |
| Franziskus 15’ Kurz 84’ | Marcatori |  |

| Arbitro: | Storks |

|             |           |  |
| Roßbach 89’ | Marcatori |  |

| Arbitro: | Göpferich |

|            |           |           |
| Aosman 76’ | Marcatori | 72’ Gogia |

| Arbitro: | Alt |

|                                |           |                |
| Türpitz 14’, 68’ Fink 19’, 35’ | Marcatori | 71’ Steininger |

| Arbitro: | Schröder |

|  |           |             |
|  | Marcatori | 38’ Hemlein |

| Arbitro: | Dittrich |

|             |           |  |
| Marquet 27’ | Marcatori |  |

#### Girone di ritorno
| Arbitro: | Jöllenbeck |

|                           |           |  |
| Gardawski 12’ Onuegbu 48’ | Marcatori |  |

| Arbitro: | Bandurski |

|  |           |                                           |
|  | Marcatori | 3’ Baumgärtel 75’ (rig.) Braun-Schumacher |

| Arbitro: | Kempkes |

|                                      |           |                               |
| Hagn 65’ Widemann 72’ Voglsammer 74’ | Marcatori | 15’ Windmüller 60’ Steininger |

| Arbitro: | Steinhaus-Webb |

|                                    |           |  |
| Palionis 25’ Pusch 64’ Hofrath 89’ | Marcatori |  |

| Arbitro: | Storks |

|                                |           |                     |
| Ziemer 38’ Ruprecht 62’ (rig.) | Marcatori | 31’ Kurz 45’ Königs |

| Arbitro: | Sather |

|                                                      |           |             |
| Aosman 15’ (rig.), 77’ (rig.) Lorenzi 70’ Königs 87’ | Marcatori | 16’ Ginczek |

| Arbitro: | Schlager |

|                                      |           |                |
| Kleindienst 32’, 59’, 84’ Michel 69’ | Marcatori | 47’ Steininger |

| Arbitro: | Aarnink |

|                     |           |                            |
| Hesse 53’ Pusch 73’ | Marcatori | 8’, 26’, 29’ (rig.) Eilers |

| Arbitro: | Göpferich |

|                                      |           |  |
| Piossek 39’ Bischoff 62’, 84’ (rig.) | Marcatori |  |

| Arbitro: | Heft |

|            |           |  |
| Aosman 90’ | Marcatori |  |

| Arbitro: | Welz |

|             |           |  |
| Vendelbo 9’ | Marcatori |  |

| Arbitro: | Waschitzki-Günther |

|                                 |           |  |
| Knoll 13’ Königs 22’ Aosman 53’ | Marcatori |  |

| Arbitro: | Göpferich |

|            |           |           |
| Königs 56’ | Marcatori | 52’ Menga |

| Arbitro: | Koslowski |

|                       |           |            |
| Gehring 25’ Rizzi 88’ | Marcatori | 27’ Königs |

| Ratisbona 25 aprile 2015, ore 14:00 CEST 34ª giornata | Jahn Ratisbona | 0 – 0 referto | Magonza II | Jahnstadion (3 515 spett.)\| Arbitro: \| Alt \| |
| Arbitro:                                              | Alt            |               |            |                                                 |

| Arbitro: | Siewer |

|                           |           |              |
| Osawe 5’ Gogia 30’ (rig.) | Marcatori | 49’ Lienhard |

| Arbitro: | Reichel |

|  |           |             |
|  | Marcatori | 90’ Stenzel |

| Arbitro: | Osmers |

|                       |           |                        |
| Klos 28’ Testroet 86’ | Marcatori | 77’ Königs 79’ Güntner |

| Arbitro: | Göpferich |

|                                      |           |  |
| Pusch 43’ Güntner 45’ Hesse 53’, 56’ | Marcatori |  |

## Statistiche

### Statistiche di squadra
| Competizione | Punti | In casa | In casa | In casa | In casa | In casa | In casa | In trasferta | In trasferta | In trasferta | In trasferta | In trasferta | In trasferta | Totale | Totale | Totale | Totale | Totale | Totale | DR  |
| Competizione | Punti | G       | V       | N       | P       | Gf      | Gs      | G            | V            | N            | P            | Gf           | Gs           | G      | V      | N      | P      | Gf     | Gs     | DR  |
| ------------ | ----- | ------- | ------- | ------- | ------- | ------- | ------- | ------------ | ------------ | ------------ | ------------ | ------------ | ------------ | ------ | ------ | ------ | ------ | ------ | ------ | --- |
| 3. Liga      | 31    | 19      | 7       | 5       | 7       | 29      | 21      | 19           | 1            | 2            | 16           | 15           | 44           | 38     | 8      | 7      | 23     | 44     | 65     | -21 |
| Totale       | 31    | 19      | 7       | 5       | 7       | 29      | 21      | 19           | 1            | 2            | 16           | 15           | 44           | 38     | 8      | 7      | 23     | 44     | 65     | -21 |

### Andamento in campionato
| Giornata  | 1 | 2  | 3  | 4  | 5  | 6  | 7  | 8  | 9  | 10 | 11 | 12 | 13 | 14 | 15 | 16 | 17 | 18 | 19 | 20 | 21 | 22 | 23 | 24 | 25 | 26 | 27 | 28 | 29 | 30 | 31 | 32 | 33 | 34 | 35 | 36 | 37 | 38 |
| --------- | - | -- | -- | -- | -- | -- | -- | -- | -- | -- | -- | -- | -- | -- | -- | -- | -- | -- | -- | -- | -- | -- | -- | -- | -- | -- | -- | -- | -- | -- | -- | -- | -- | -- | -- | -- | -- | -- |
| Luogo     | C | T  | C  | T  | C  | T  | C  | T  | C  | T  | C  | T  | T  | C  | T  | C  | T  | C  | T  | T  | C  | T  | C  | T  | C  | T  | C  | T  | C  | T  | C  | C  | T  | C  | T  | C  | T  | C  |
| Risultato | V | P  | P  | P  | N  | V  | N  | P  | P  | P  | P  | P  | P  | V  | P  | N  | P  | P  | P  | P  | P  | P  | V  | N  | V  | P  | P  | P  | V  | P  | V  | N  | P  | N  | P  | P  | N  | V  |
| Posizione | 2 | 10 | 17 | 19 | 18 | 16 | 17 | 17 | 18 | 19 | 20 | 20 | 20 | 20 | 19 | 20 | 20 | 20 | 20 | 20 | 20 | 20 | 20 | 20 | 20 | 20 | 20 | 20 | 20 | 20 | 20 | 20 | 20 | 20 | 20 | 20 | 20 | 20 |

Legenda:

Luogo: C = Casa; T = Trasferta. Risultato: V = Vittoria; N = Pareggio; P = Sconfitta.

### Statistiche dei giocatori
!! colspan="4" | Totale

| Giocatore        | 3. Liga A. Aosman | 3. Liga A. Aosman | 3. Liga A. Aosman | 3. Liga A. Aosman | 34       | 10   | 8           | 0          |
| Giocatore        | Presenze          | Reti              | Ammonizioni       | Espulsioni        | Presenze | Reti | Ammonizioni | Espulsioni |
| D. Bergdorf      | 13                | 0                 | 0                 | 0                 |          |      |             |            |
| R. Dressler      | 4                 | 1                 | 1                 | 0                 |          |      |             |            |
| M. Dürmeyer      | 15                | 0                 | 4                 | 0                 |          |      |             |            |
| J. Erwig-Drüppel | 12                | 0                 | 2                 | 0                 |          |      |             |            |
| D. Franziskus    | 11                | 1                 | 1                 | 0                 |          |      |             |            |
| A. Geipl         | 21                | 0                 | 8                 | 0                 |          |      |             |            |
| A. Güntner       | 31                | 4                 | 7                 | 0                 |          |      |             |            |
| A. Heep          | 0                 | 0                 | 0                 | 0                 |          |      |             |            |
| O. Hein          | 29                | 0                 | 5                 | 1                 |          |      |             |            |
| S. Herzel        | 19                | 0                 | 2                 | 1                 |          |      |             |            |
| U. Hesse         | 25                | 3                 | 3                 | 0                 |          |      |             |            |
| M. Hofrath       | 16                | 1                 | 3                 | 0                 |          |      |             |            |
| M. Knoll         | 15                | 1                 | 1                 | 0                 |          |      |             |            |
| S. Kopp          | 4                 | 0                 | 0                 | 0                 |          |      |             |            |
| T. Kurz          | 27                | 3                 | 7                 | 1                 |          |      |             |            |
| M. Königs        | 15                | 6                 | 3                 | 0                 |          |      |             |            |
| A. Lachheb       | 5                 | 0                 | 1                 | 0                 |          |      |             |            |
| P. Lienhard      | 23                | 2                 | 2                 | 0                 |          |      |             |            |
| S. Loboué        | 12                | 0                 | 2                 | 0                 |          |      |             |            |
| G. Lorenzi       | 19                | 1                 | 6                 | 0                 |          |      |             |            |
| N. Michel        | 2                 | 0                 | 0                 | 0                 |          |      |             |            |
| Z. Muhović       | 10                | 0                 | 1                 | 0                 |          |      |             |            |
| S. Nachreiner    | 7                 | 0                 | 3                 | 0                 |          |      |             |            |
| M. Palionis      | 22                | 1                 | 7                 | 0                 |          |      |             |            |
| K. Pusch         | 16                | 3                 | 3                 | 0                 |          |      |             |            |
| C. Rech          | 5                 | 0                 | 2                 | 0                 |          |      |             |            |
| B. Schmid        | 8                 | 1                 | 1                 | 0                 |          |      |             |            |
| H. Sigurðsson    | 3                 | 0                 | 0                 | 0                 |          |      |             |            |
| L. Sinkiewicz    | 9                 | 0                 | 3                 | 0                 |          |      |             |            |
| M. Smarzoch      | 3                 | 0                 | 1                 | 0                 |          |      |             |            |
| D. Steininger    | 25                | 3                 | 2                 | 0                 |          |      |             |            |
| R. Strebinger    | 14                | 0                 | 1                 | 0                 |          |      |             |            |
| F. Trettenbach   | 22                | 2                 | 6                 | 0                 |          |      |             |            |
| A. Velagić       | 3                 | 0                 | 0                 | 0                 |          |      |             |            |
| G. Windmüller    | 25                | 1                 | 3                 | 2                 |          |      |             |            |
| A. Öztürk        | 7                 | 0                 | 1                 | 0                 |          |      |             |            |